# 猫卷叶蛛
猫卷叶蛛（学名：Dictyna felis），又名葉蛛，为卷叶蛛科卷叶蛛属的动物。分布于日本、朝鲜、俄罗斯以及中国大陆的河北、吉林、辽宁、山东、安徽、河南、湖南、湖北、陕西、青海、甘肃等地，常生活于草丛和旱作农田。该物种的模式产地在日本。